# Reconhecimento (album)
Reconhecimento è il secondo album in studio del cantante brasiliano MC Biel, pubblicato il 18 ottobre 2017 dalla Warner Music Brasil. I suoi generi principali sono pop, trap, hip hop, funk carioca e MPB 
, oltre alle continue collaborazioni con gli artisti brasiliani Carlinhos Brown, Gloria Groove, Ludmilla, Roberto Carlos e Wesley Safadão.

## Concetto
Nel 2016 la cantante brasiliano MC Biel è stata coinvolta in polemiche per le molestie nei confronti di un giornalista. Ex commenti sul profilo Twitter del cantante sono stati inseriti all'ordine del giorno dopo la reazione alle molestie, dimostrando dubbi sul carattere dell'artista per contenere contenuti sessisti, xenofobi e LGBTfobici (oltre a offendere gli anziani). Nello stesso anno, il cantante ha cercato di scusarsi per la causa della persecuzione, ma è stato coinvolto in diverse polemiche.

Nel febbraio 2017, MC Biel ha usato i suoi social media per scusarsi con tutte le comunità che ha offeso. Sei mesi dopo, il cantante ha annunciato che avrebbe pubblicato un nuovo album; Annunciando il nome del suo nuovo progetto - Reconhecimento -, spiegando che si trattava di una nuova fase della sua carriera in cui riconosceva i suoi errori, riconosceva che non avrebbe ripetuto gli stessi errori e riconosceva i problemi e il peso delle offese contro le comunità a lui. Le collaborazioni dell'album sono state annunciate vicino al giorno dell'uscita, ognuna in rappresentanza di un membro di ogni comunità offesa dal cantante, con Carlinhos Brown che rappresenta i discendenti africani; Ludmilla, delle donne; Wesley Safadão, del nordest (vittime della xenofobia di MC Biel); Gloria Groove, da LGBT; e Roberto Carlos, per gli anziani.